# 孟建
孟 建（もう けん）は、中国の後漢末期、及び三国時代の魏の政治家。字は公威。本貫は豫州汝南郡。諸葛亮の友人で、石韜・徐庶・崔州平と共に諸葛四友と呼ばれる。

## 生涯
建安年間の初め、諸葛亮・石韜・徐庶らと共に荊州へ遊学した。諸葛亮以外の3人は学問を精密に追求したのに対し、諸葛亮だけは大略を理解することに努めた。
ある時、孟建は故郷を偲び、北方へ帰ることを望んだが、諸葛亮からは「中国（中原の意）には士大夫が沢山いる。遊び歩く場所は何も故郷に限らんだろう」と引き止められた。諸葛亮はまた孟建ら3人を「君たちは出仕すれば刺史か太守には至るだろう」と評していた。3人は、諸葛亮自身はどうかと尋ね返すと、彼はただ笑うだけで答えなかった。
孟建は魏に仕え、涼州刺史となると、その優れた統治により名声を得た。官位はさらに征東将軍にまで昇った。
諸葛亮は敵国である蜀漢の丞相となったが、魏の使者として杜襲を迎えた時には「公威（孟建）に宜しく」と伝えている。

## 三国志演義
羅貫中の小説『三国志演義』では孟公威の名で登場する。非凡にして重厚な容貌。
石広元（石韜）と共に詩を吟じていたところ、「臥龍先生」（諸葛亮）を探す劉備と出会い、臥龍宅に同行しないかと誘われるが、これを拒否する。